# Molekülmasse
Als Molekülmasse, auch molekulare Masse (englisch molecular mass), früher Molekulargewicht (englisch molecular weight), wird in der Chemie die Summe der Atommassen aller Atome in einem Molekül bezeichnet. Bei Salzen wird von Formelmasse gesprochen, da Salze aus Ionen in einem größeren Kristallverbund aufgebaut sind.
In Analogie zur Atommasse wird die Molekülmasse vielfach als relative Molekülmasse {\displaystyle M_{\text{r}}} aufgefasst. Diese ist eine Größe der Dimension Zahl mit der Einheit Eins. Die absolute Molekülmasse ist dagegen eine Größe der Dimension Masse, die üblicherweise als das Produkt der relativen Molekülmasse mit der atomaren Masseneinheit angegeben wird. Sie kann auch mit einem sehr viel kleineren Zahlenwert in der SI-Einheit Kilogramm angegeben werden.
Relative Atommassen liegen in einer leicht handhabbaren Größenordnung (1 bis < 300), zudem stimmen sie für ein jeweiliges Isotop mit der stets ganzzahligen Massenzahl nahezu überein. Diese Vorteile übertragen sich auf die relativen Molekülmassen (außer bei biologischen Großmolekülen). Beim Vorliegen mehrerer Isotope wird mit dem gewichteten arithmetischen Mittel der Atommassen der Isotope gerechnet; wo das notwendig ist, geht die Nähe zur Ganzzahligkeit verloren.
Beispiele
- Wassermolekül aus den Atomen 1H und 16O.

Die hochgestellten Zahlen geben die Massenzahlen an. Mit diesen wird hier gerechnet.
Summenformel: {\displaystyle \mathrm {H_{2}O} }
{\displaystyle M_{\text{r}}=2\cdot 1+16=18}
Bei der Rechnung mit Atommassen ergibt sich nur ein geringer Unterschied zu {\displaystyle M_{\text{r}}=18{,}02}.
- Glucosemolekül aus den Atomen 1H, 12C und 16O

Summenformel: {\displaystyle \mathrm {C_{6}H_{12}O_{6}} }
{\displaystyle M_{\text{r}}=6\cdot 12+12\cdot 1+6\cdot 16=180}
Bei der Rechnung mit Atommassen erhält man die relative Molekülmasse 180,16.
- Natriumchlorid aus den Atomen 23Na mit der Atommasse 22,99 und Cl, von dem es zwei stabile Isotope 35Cl und 37Cl gibt mit der mittleren Atommasse 35,45. Hier ist ein Rechnen mit Massenzahlen nicht möglich, sondern nur mit Atommassen.

Summenformel: {\displaystyle \mathrm {NaCl} }
{\displaystyle M_{\text{r}}=22{,}99+35{,}45=58{,}44}
Nicht verwechselt werden darf die Molekülmasse mit der molaren Masse. Diese ist das Verhältnis der Masse eines Stoffes zu seiner Stoffmenge. Aufgrund der Festlegungen zur Stoffmengeneinheit Mol und zur atomaren Masseneinheit stimmt allerdings die relative Molekülmasse mit dem Zahlenwert der molaren Masse überein, wenn letztere in der Einheit „Gramm pro Mol“ (Einheitenzeichen g/mol) angegeben wird (bis auf einen für die Praxis bedeutungslos kleinen Unterschied).